# Laura Ros
Laura Ros (Buenos Aires, 30 de octubre de 1979) es una cantante e instrumentista argentina.

## Biografía
Su abuelo paterno, Tarragó Ros (el Rey del Chamamé, 1923-1978), fue un reconocido músico y acordeonista de chamamé y música litoraleña.
Su padre, Antonio Tarragó Ros (1947-) también es acordeonista y compositor.
Su abuelo materno, Ken Hamilton, era pianista de jazz.Su madre es Isabel Noriega.
A pocos días de nacida, sus padres empezaron a llamarla Buri.

### Carrera
Nominada a los Premios Gardel 2017  por el disco ATAR 
Nominada a los Premios Gardel 2014 por el disco TRES 
Ganadora Premio Atahualpa Revelación Femenina 2010 
Nominada a los Premios Clarín 2009 y 2007 
En el año 2023 retoma su proyecto de canciones con lanzamientos de temas compuestos por ella, en colaboración, o temas originales de otros autores.
En el año 2022, Laura termina de darle forma al proyecto Descubriendo a Joni Mitchell, grabando en colaboración con grandes músicos argentinos, entre ellos Pedro Aznar, Acho Estol (La Chicana), Mavi Díaz (Vida e Hijas), Federico Gil Solá (Divididos, Wire Train), Machi Rufino (Invisible, Spinetta) etc, una serie de sencillos que fueron editados de a poco, algunos de ellos aún por editarse. 
EN el año 2021, fue convocada a participar virtualmente del Joni Fest, curado por los responsables de comunicación de la misma Joni Mitchell, concierto radicado en la ciudad de San Diego, Estados Unidos. 
En el año 2019, Laura se embarca en su nuevo proyecto: Descubriendo a Joni Mitchell. Proyecto elogiado por la crítica especializada con varias reseñas en medios nacionales y locales. El proyecto la llevó a diferentes festivales de jazz del país. . 
Los arreglos de guitarra de Laura fueron incluidos en la página oficial de Joni Mitchell 
En junio de 2016, cursando un embarazo de 7 meses presenta su cuarto disco ATAR. 
ATAR fue elogiado por la crítica especializada mereciendo tapa de espectáculos de Página 12 y notas de tapa de Clarín, La Nación y Tiempo Argentino entre otros. Apariciones en medios de comunicación gráfica, radial y televisiva nacional, y seguidas de la nominación a los Premios Gardel.  
El disco fue elegido como uno de los 10 discos del año por el diario La Nación en la columna de Gabriel Plaza. 
Atar fue realizado en forma totalmente independiente, con la modalidad de financiamiento colectivo, siendo los seguidores de Laura los productores del mismo. 
En julio de 2015, invitada a París por la Maison de l’argentine y con auspicio de Cancillería Argentina, realizó una serie de recitales en Francia. 
En abril de 2015, junto a Pedro Aznar y Peteco Carabajal entre otros artistas, participó del homenaje a Mercedes Sosa en el mítico paraje de Santa Catalina Jujuy. 
En el rubro Mejor Disco Folklore Alternativo de los PREMIOS GARDEL 2014, fue nominado TRES, el último material discográfico de Laura. 
El 25 de mayo de 2014, en la Plaza de Mayo, Laura fue la voz que cantó el Himno Nacional ante 300.000 personas y que fue transmitido por cadena nacional; invitada por Metabombo y Tremor, junto a la Fanfarria Alto Perú. 
En enero de 2014, se presenta junto a Peteco Carabajal y Soledad, en la largada del DAKAR, en el Monumento a la Bandera en la Ciudad de Rosario. 
En junio de 2013 edita el disco TRES. 
Convocada por la Secretaría de Cultura de la Nación para poner su voz al tema oficial del Carnaval Federal de la Alegría.- 
En el año 2011 junto a Federico Gil Solá, edita con el sello Confluencia, el DVD músico-documental “TERCER JUEVES”, con la realización de Piccolamorte Audiovisuales.  
Es la voz de la música del multipremiado espectáculo de Juan Pablo Geretto “Yo amo a mi maestra normal” 
Ganadora del Premio Atahualpa 2010, a Mejor Solista Vocal Femenina. 
Durante todo el 2010, realizó un ciclo junto a Federico Gil Solá (ex baterista de Divididos, ganador del Premio Rock & Pop, Mejor Baterista en 20 años) 
Laura  fue nominada a los Premios Clarín 2009 en categoría Revelación Música Popular o Melódica. 
En el año 2009 edita con DBN su segundo disco: BuRi 
Durante los años 2008 y 2009 participó como invitada especial en los conciertos de presentación del disco Aldeas de Peteco Carabajal.  
En el mismo período acompañó con frecuencia en giras por Santiago del Estero, Tucumán, Córdoba y la costa Atlántica a Raly Barrionuevo, también como invitada especial de sus conciertos. 
A principios de 2009, una versión de Laura de la canción Baguala para las Dos, es elegida para un compilado de interés cultural del Mercosur, editado por Random Records en Brasil con el objeto de mostrar los trabajos más relevantes de la música popular sudamericana 
Nominada a los Premios Clarín en su edición 2007 como Revelación Folklore. 
Ese mismo año en el marco de Música de Provincias, Buri fue invitada por Mercedes Sosa a cantar junto a renombrados artistas la canción “Corazón Libre”. 
En agosto de 2005, ha sido invitada por el Chango Farías Gómez en su espectáculo “La Buena Yunta”, presentado en el Teatro Nd Ateneo. 
Del 2005 a la fecha, participó de todas las ediciones del Festival de Cosquín. 
Convocada por Peteco Carabajal a cantar invitada en el ciclo de conciertos festejando los 30 años de carrera de Peteco (participaciones reseñadas en varios medios de la Capital Federal y de la Ciudad de Rosario, principalmente diario La Capital y La Nación, también podés encontrarlas en la sección Prensa). 
Junto a Antonio Tarragó Ros e Irupé tarragó Ros, presentaron el espectáculo “Retrato de Familia” en el Centro Cultural San Martín.

## Discografía
- 2005: Del aire
- 2009: Buri.

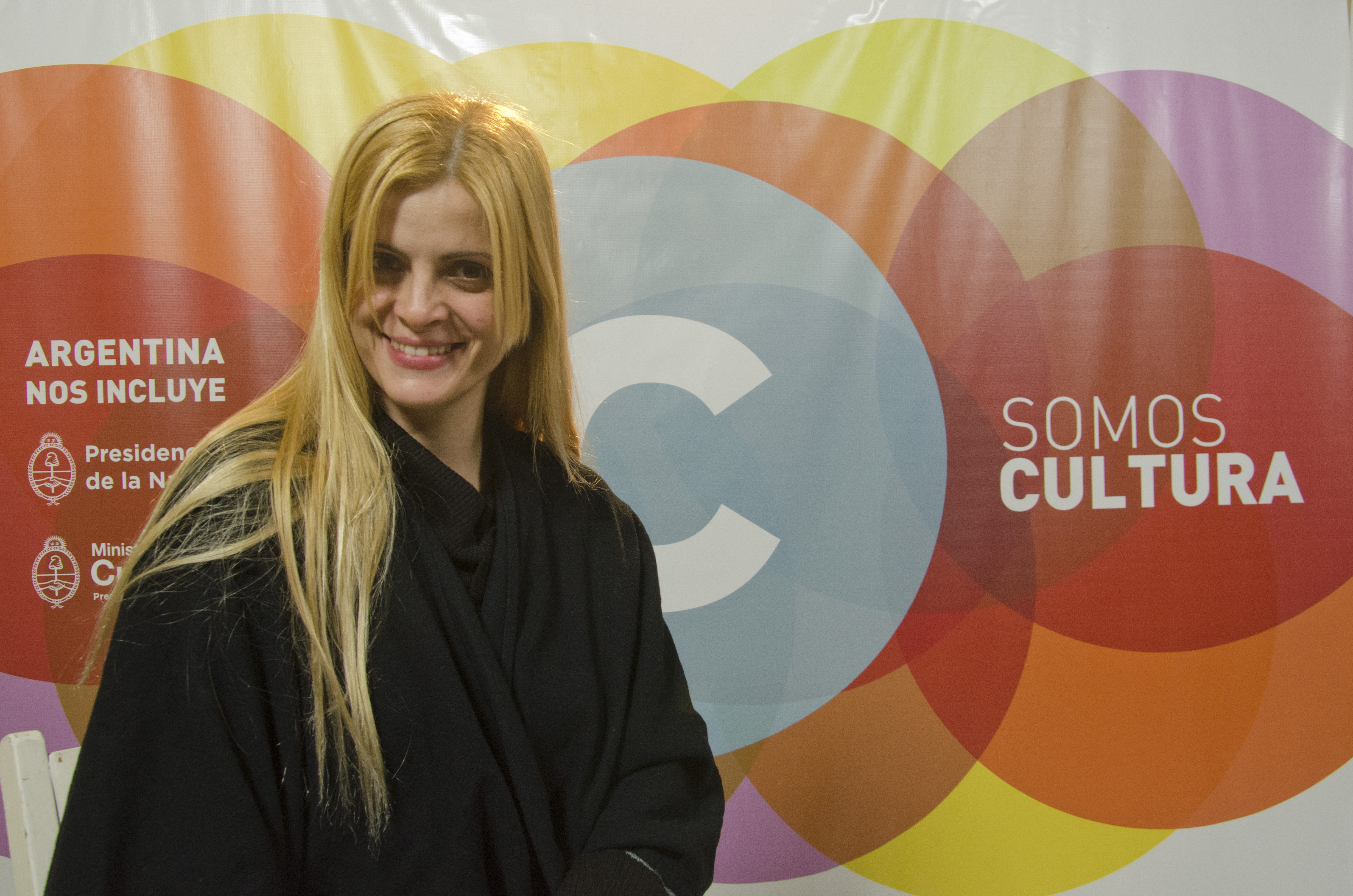
Laura Ros en un festival en Plaza de Mayo (Buenos Aires), 25 de mayo de 2014.

- 2011: Laura Ros + Fede Gil Solá: Tercer jueves (ciclo en vivo).
- 2013: Tres.